# NMMP
NMMP (Nishioka Miyuki Msg Protocol) とは、
ローカルエリアネットワーク内でブロードキャストを用いたメッセージングを行うための転送プロトコルである。

## 概要
HTTPやMSNPに似た構文を持つ。
NMMPが使用するポート3649はIANAが定める予約済みポートに登録されている。
NMMPを利用することにより、ローカルエリアネットワーク内で相手やキーワードを検索し、
その相手とメッセージ交換することができる。検索にはブロードキャストにクエリを投げ、
そのクエリに該当するクライアントがリプライを返す。その後はブロードキャストを用いず、
それぞれのクライアント同士でメッセージ交換を行う。